# Onthophagus semipiceus
Onthophagus semipiceus är en skalbaggsart som beskrevs av Kabakov 1998. Onthophagus semipiceus ingår i släktet Onthophagus och familjen bladhorningar. Inga underarter finns listade i Catalogue of Life.